# Université nationale d'enseignement à distance
Pour les articles homonymes, voir UNED.
L'Université nationale d'enseignement à distance (UNED) est une université publique espagnole de niveau étatique. Elle a commencé ses activités académiques en 1973, créée au moyen du décret 2310/1972, du 18 août 1972, publié dans le Boletín Oficial del Estado (BOE) le 1er septembre de cette même année. Sa fondation est complétée par le décret 3114/1974, du 25 octobre, qui a établi le schéma de fonctionnement de l'UNED jusqu'à l'approbation de ses statuts.
L'UNED dispense des cours à distance au moyen d'appui audiovisuel et d'internet. Elle a son siège central à Madrid, dans le campus de Senda du Rey et de Ciudad Universitaria. Par ses spécificités et son cadre d'activité, elle est sous la tutelle du ministère de l'Éducation.
Eu égard à ses caractéristiques spéciales, la Ley Orgánica 6/2001 de Universidades (LOU) garantit à l'UNED le même degré d'autonomie qu'aux autres universités espagnoles.
Après plus de trente années de fonctionnement et environ 180 000 élèves (si nous ajoutons ceux qui suivent des carrières réglées, programmes d'enseignement ouvert et les cours de formation du professorat) occupe le premier rang, par le nombre d'élèves enregistrés, de toutes les universités espagnoles, et est la deuxième d'Europe après l'Open University du Royaume-Uni.
L'UNED combine la méthode traditionnelle à distance avec l'utilisation intensive des nouvelles technologies de l'information et la communication à travers ses cours virtuels sur Internet, la télévision éducative, les programmes de radio et l'appui à ses élèves au moyen de tutelles d'assistance non obligatoire dans son vaste réseau de centres associés.

## Centres associés

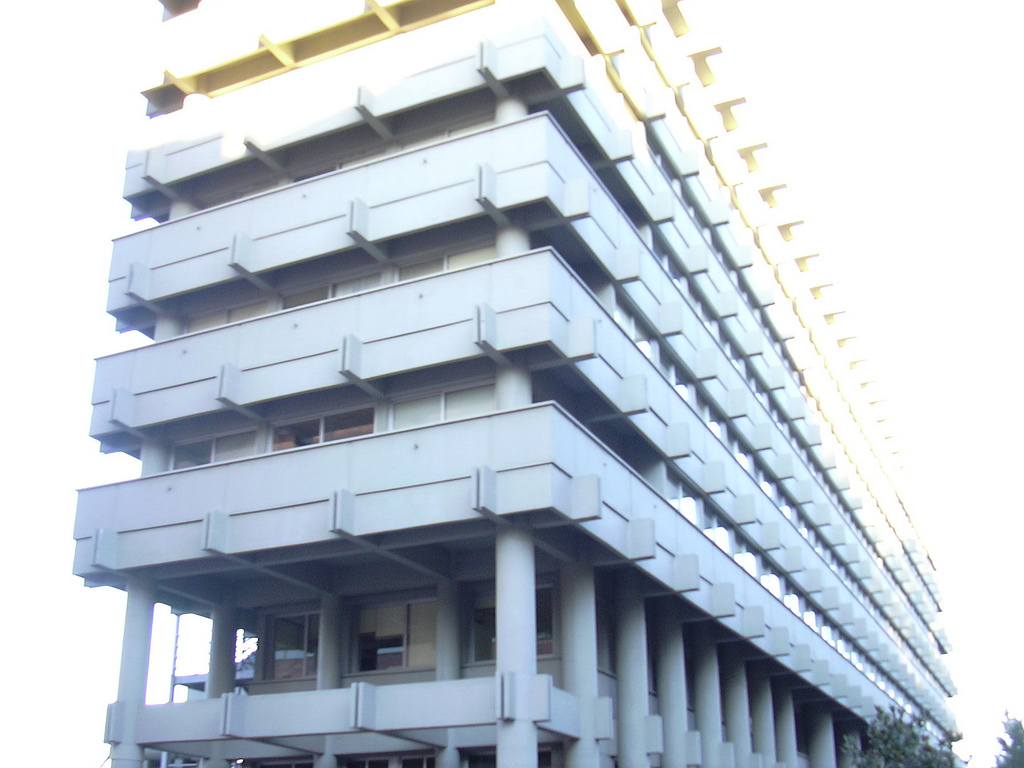
Édifice d'Humanités de l'UNED, à Madrid.

L'UNED dispose un réseau étendu de centres associés qui permettent à l'étudiant de s'approcher d'un centre universitaire, consulter son professeur tuteur, effectuer ses examens, et accéder à des services informatiques et à des bibliothèques. Actuellement[Quand ?] l'UNED possède 62 centres associés en Espagne, le premier et doyen, créé dans l'île de la Gran Canaria en 1973, et le dernier, celui de Tudela (Navarre) fondé en 1998, ainsi 15 autres à l'étranger.
La relation Centres Associés - Siège Central est réglé par le décret royal 1.095/1979 du 4 avril. Tandis que la Ley 11/1983 Orgánica de Reforma Universitaria et, plus tard la Ley Orgánica de Universidades (LOU) qui a aboli celle-ci, attribue à l'UNED la concurrence académique dans tout le territoire espagnol, « en utilisant les moyens qu'il estime nécessaires, sans préjudice des accords et des conventions que, le cas échéant, il conclut à cet effet avec les Comunidades Autónomas et d'autres organismes publics et privés ».
Le Siège Central, situé à Madrid, est composée de Facultés, de Sections et de Départements, comme le reste des Universités du pays, et auxquelles appartiennent les professeurs responsables de l'enseignement et la recherche des différentes matières. L'UNED, outre les professeurs permanents (professeurs d'université et Professeurs Titulaires), a dans son personnel des professeurs engagés (associés, collaborateurs, collaborateurs, et contractés docteurs). Les Centres Associés se chargent d'engager, et de rémunérer les Tuteurs. Ses fonctions sont celles propres de leur niveau mais dans la modalité d'enseignement à distance.
Les Centres Associés servent d'appui aux enseignements de l'UNED et promeuvent le progrès culturel de l'environnement où ils sont placés. Dans la pratique ce sont des institutions de base du système UNED, où il est fait valoir, il oriente et assiste visuellement l'étudiant. Ils facilitent la socialisation, organisent les essais visuels, fournissent les ressources matérielles de soutien et agissent comme liaisons entre l'étudiant et le Siège Central.
Ce sont des organismes autonomes qui dépendent du siège central pour les matières académiques, mais qui ont été créés par initiative locale et sont sous le patronage, à travers les conventions correspondantes, des corporations ou des organismes publics et privés.
La figure du professeur-tuteur, présent dans les Centres Associés, est la plus significative et constitue le lien entre le professeur responsable du Siège Central et l'étudiant. La mission des conseillers se centre sur des activités, en suivant les directives du département correspondant, et aidant l'étudiant dans son étude individuelle et dans la réalisation des tâches pratiques.

## Études dispensées

### Tests d'accès à l'université (sélection ou PAAU)
L'UNED convoque et effectue les tests pour l'accès à l'Université selon la réglementation en vigueur, afin de permettre le début des études supérieures à travers le transfert ultérieur de dossier, soumis aux conditions de recette dans chacune des universités. Ces tests sont effectués à Madrid, siège central, dans chacun des centres associés et dans les pays étrangers où l'ambassade espagnole dispose un bureau d'Éducation et le nombre d'élèves à examiner ainsi le justifie.

### Enseignement Réglés
- Licences, Diplôme en Ingénieries Techniques. Liste mise à jour d'études d'enseignements réglés
- Études de Postgradual (EEES)
- Études de Doctorat

Études de troisième cycle menant à l'obtention du titre de docteur. L'UNED publie annuellement un guide dans lequel on inclut les programmes de Troisième cycle qu'offrent ses facultés et instituts universitaires. Guide de Cours de Doctorat

### Enseignement non universitaire
Avec une méthode semblable à celle des enseignements réglés, l'UNED dispense le Cours d'accès Direct à l'Université pour les plus de 25 ans qui, selon l'introduction suivie et une fois dépassé, accorde l'accès direct à toutes les carrières qui sont dispensées dans l'UNED. Quand il s'agira de l'implantation de nouveaux plans d'étude, de substitution des anciens, le cours donne accès au nouveau titre. Contrairement à d'autres universités, l'UNED non seulement effectue les examens officiels correspondant aux tests d'accès, mais dispense un cours académique complet, en suivant sa méthode propre.

### Cours de postgradual
L'UNED propose une série de cours non réglés (ou titres propres) adressés à des professionnels et le recyclage périodique quand ils travaillent déjà dans ces matières. Les titres qui sont obtenus à travers ces cours de postgraduate sont ceux master, de spécialiste universitaire et expert universitaire.

### Éducation permanente
Différents programmes de formation continue orientée à diverses aires du savoir.
(es) Plus d'information sur les programmes de l'enseignement permanent de l'UNED

### Cours et langues à distance
Le Centre Universitaire des langues à Distance (CUID), dispense ses études de langues à distance conformément à la méthode propre de l'UNED, en employant des matériaux didactiques propres ou ceux qui, sont considérés plus appropriés pour l'enseignement de la langue objet d'apprentissage.
(es) Site web du CUID de l'UNED

### Cours d'été
Ils sont configurés par l'Université d'été dispensés par plusieurs Centres Associés, organisés par des professeurs du Siège Central, pendant six semaines proches du mois de juillet. Ils sont d'offre publique avec une durée de 20 heures scolaires par semaine. Les professeurs des différents niveaux d'espagnol système éducatif sont les élèves les plus assidus à ces cours.

### Études de pratiques juridiques
La Faculté de Droit dispose de même qu'une École de pratique juridique dirigée par le professeur Pilar Mellado Prado qui développe de multiples séminaires et cours orientés pour les avocats en exercice ou élèves des derniers cours de carrière.
(es) École de pratique juridique

## Étudiants de l'UNED
On dit que le meilleur de l'UNED sont ses étudiants. Toutefois, il n'est pas facile de simplifier et de réduire à quelques catégories l'infinie variété d'étudiants de l'UNED, puisque le profil de ceux-ci change et évolue tout au long des années.
On pourrait établir huit classes très distinctes d'étudiants qui font leurs études dans l'UNED :
- Les  professionnels .
- Les  qui combinent etudes et travail'.
- Ceux qui  retournent à l'Université .
- Ceux qui  sont restés sans place .
- Les  chômeurs  (reconversion professionnelle et recyclage).
- Les  sous-formés .
- Les élèves avec des nécessités spéciales ou qui ne disposent pas d'une université visuelle dans le lieu où vivent.
- Les  personnes plus âgées .
- Les  internes dans des Centres Pénitentiaires .

La participation de l'effectif scolaire dans la marche de l'Université est canalisée à travers les Conseils Centre, de Conseils de Faculté et du CAD et du Conseil Général d'Elèves.

## Modèle didactique
Le modèle didactique de l'UNED est renforcé dans trois piliers, deux grandes ressources qui facilitent la communication entre professeur et élève, et une méthode adéquate à la singularité de leur enseignement.

## Bibliothèque de l'UNED

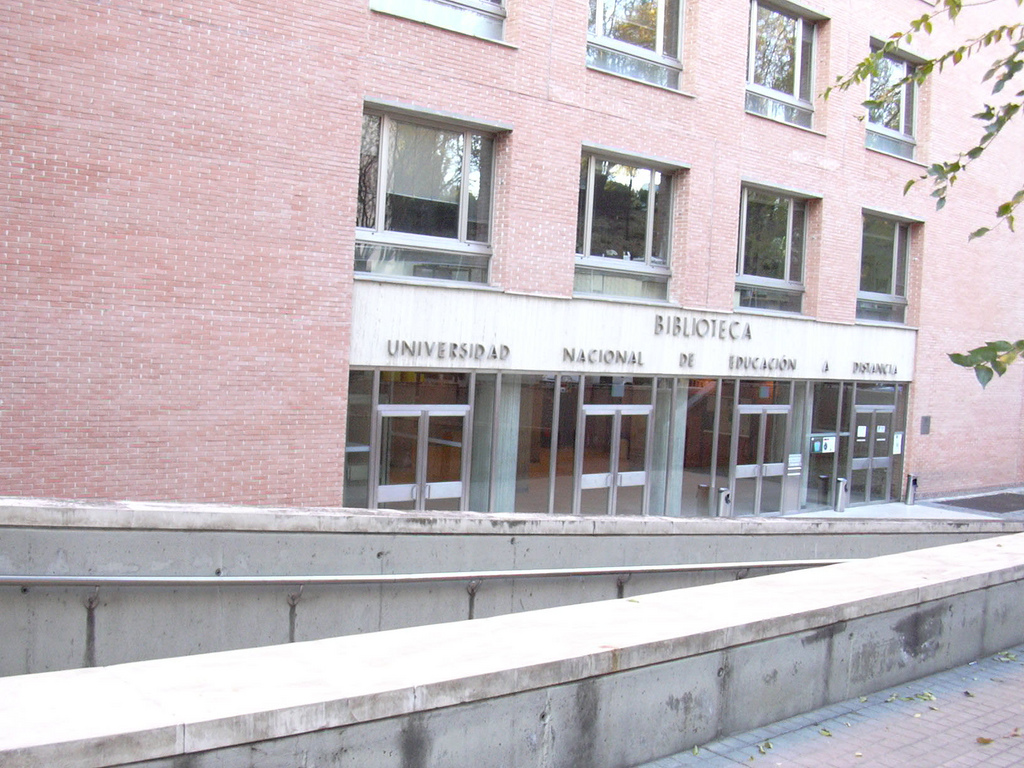
Bibliothèque de l'UNED.

La Bibliothèque de l'UNED est formée par la Bibliothèque Centrale, Psychologie et IUED, Ingénierie, et la Bibliothèque de l'Institut Universitaire Gutiérrez Mellado. Cette structure décentralisée par campus nord et Senda du Roi, est unifiée quant à son bibliothécaire politique, à la direction, processus et procédures régularisées. La Bibliothèque dépend du Vice-rectorat de Recherche et les services bibliothécaires de l'UNED sont rendus, de manière coordonnée, par les Bibliothèques du Siège Central et les Bibliothèques des Centres Associés. Ces dernières ne sont pas intégrées dans la structure organique de la Bibliothèque de l'UNED.

### Histoire de la bibliothèque
En 1985, avec la rédaction et l'approbation des premiers statuts de l'Université, on rassemble de manière officielle la nécessité de disposer une bibliothèque. À partir d'alors on commence à organiser les fonds, précédemment dispersés dans les bureaux des différentes Facultés, une pratique traditionnelle dans l'Université espagnole. On établit alors une structure avec 3 Bibliothèques de Secteur, situées dans les deux campus de l'Université : Bibliothèque Humanités, Bibliothèques des Sciences et de Bibliothèque des Sciences Sociales.
En 1994 il se produit un important changement dans l'organisation de la Bibliothèque, puisqu'on construit le bâtiment de la Bibliothèque Centrale, où s'incorporent les anciennes bibliothèques de secteur. Les bibliothèques sectorielles Psychologie et d'IUED (Institut Universitaire d'Education à Distance) et de Bibliothèque de d'ingénierie restent dans leur Faculté respective et l'Ecole dans le campus nord. On introduit parallèlement une nouvelle structure organisatrice qui confirme la centralisation des différents services, en dotant chacune d'une Jefatura de Sección. Plus tard, en 2002 on incorporera la Bibliothèque de l'Institut Universitaire Gutiérrez Mellado, centre spécialisé dans des sujets de défense, paix et cooperation internationale. L'automatisation de ses fonds est entamée fin 1989 avec le système Dobis/Libis, en implantant dans toutes ses succursales progressivement et en 1999 on effectue la migration à un nouveau système de gestion bibliothécaire, Unicorn, avec les autres partenaires du Consorcium Madroño, à l'exception de l'UCM. Avec le changement de système on entame la connexion avec les bibliothèques des Centres Associés, en permettant la création d'un réseau unique de consultation, catalogage partagé et prêt inter-centres pour tous les utilisateurs de notre Communauté universitaire.

### Mission
La Bibliothèque gère et donne accès à des ressources et à des services de soutien aux activités d'enseignement, recherche et apprentissage de l'Université et est pleinement identifiée avec elle dans la réalisation de ses objectifs et dans le processus d'adaptation au nouvel Environnement Européen d'Enseignement Supérieur (EEES).
Notre compromis est :
1. Offrir des services de qualité en accord avec les particularités de l'enseignement a distancia.
2. Promouvoir la formation des étudiants dans des habilités et des compétences informationnelles.
3. Diffuser de manière efficace les ressources d'information et les services disponibles.
4. Promouvoir l'utilisation de dossier numérique institutionnel, l'espace UNED, non seulement pour préserver l'information numérique de l'université, mais aussi, pour augmenter la visibilité des résultats de la recherche de nos professeurs.
5. Collaborer étroitement avec d'autres unités de l'UNED et avec institutions externes.
6. Consolider une structure organisatrice orientée à l'utilisateur, qui favorise la culture corporative, le travail en équipe et le développement de compétences personnelles et professionnelles de nos effectifs.

## Cours d'accès direct
- (es) Information sur le CAD dans le site web de l'UNED